# Пайлот-Пойнт (Аляска)
Пайлот-Пойнт (англ. Pilot Point) — місто (англ. city) в США, в окрузі Лейк-енд-Пенінсула штату Аляска. Населення — 70 осіб (2020).

## Географія
Пайлот-Пойнт розташоване в місці впадання річки Угашік в однойменну затоку (частина Брістольської затоки), повністю займає узбережжя затоки Агшік та тягнеться на кілька кілометрів південніше вздовж Брістольської затоки. У середньому на рік випадає 482,6 мм дощу і 96,52 см снігу. Місто обслуговує однойменний аеропорт.
Пайлот-Пойнт розташований за координатами 57°32′37″ пн. ш. 157°43′8″ зх. д. / 57.54361° пн. ш. 157.71889° зх. д. (57.543637, -157.719016).  За даними Бюро перепису населення США в 2010 році місто мало площу 363,86 км², з яких 67,70 км² — суходіл та 296,17 км² — водойми. В 2017 році площа становила 400,92 км², з яких 63,42 км² — суходіл та 337,50 км² — водойми.

## Історія
1889 року на місці майбутнього поселення був відкритий завод по засолюванню риби. Навколо нього почав зростати населений пункт, який отримав назву Пайлот-Стейшн у зв'язку з тим, що тут базувалися лоцмани, що проводили судна вгору по річці до великого консервного заводу в Угашик. До 1918 року в Пайлот-Стайшн вже працював свій великий консервний завод, де працювали переважно іммігранти: італійці, китайці, вихідці з Північної Європи. У тому ж році регіон сильно постраждав від епідемії грипу. На початку 1920-х років в селищі намагалися розводити оленів, але експеримент не вдався. Наприкінці 1920-х років в селі з'явилися дві церкви: адвентистів сьомого дня та московська православна. В 1933 році відкрилося перше поштове відділення, і назву селища було змінено на нинішнє — Пайлот-Пойнт. Погіршення екології та виснаження рибних запасів призвело до закриття консервного заводу в 1958 році. 1992 року поселення було інкорпоровано та отримало статус міста (city).

## Демографія

### Перегляд 2010
Згідно з переписом 2010 року, у місті мешкало 68 осіб у 27 домогосподарствах у складі 18 родин. Густота населення становила 0 осіб/км².  Було 65 помешкань (0/км²).
Расовий склад населення:
| - 66,2 % — корінних американців - 16,2 % — білих |

До двох чи більше рас належало 17,6 %. Частка іспаномовних становила 0,0 % від усіх жителів.
За віковим діапазоном населення розподілялося таким чином: 23,5 % — особи молодші 18 років, 66,2 % — особи у віці 18—64 років, 10,3 % — особи у віці 65 років та старші. Медіана віку мешканця становила 40,0 року. На 100 осіб жіночої статі у місті припадало 106,1 чоловіків;  на 100 жінок у віці від 18 років та старших — 116,7 чоловіків також старших 18 років.
За межею бідності перебувало 35,8 % осіб, у тому числі 61,1 % дітей у віці до 18 років та 0,0 % осіб у віці 65 років та старших.
Цивільне працевлаштоване населення становило 21 особа. Основні галузі зайнятості: публічна адміністрація — 33,3 %, освіта, охорона здоров'я та соціальна допомога — 33,3 %, транспорт — 9,5 %, роздрібна торгівля — 9,5 %.

### Перегляд 2000
За переписом 2000 року в Пайлот-Пойнті проживало 100 осіб (44 чоловіки і 56 жінок; 29 домогосподарств, 22 родини). Расовий склад: корінні американці — 86 %, білі — 14 %. 43 % мешканців були молодше 18 років, 2 % — у віці від 18 до 24 років, 32 % — від 25 до 44 років, 19 % — від 45 до 64 років і 4 % жителів були старше 64 років. Середній вік мешканця — 29 років. На 100 жінок припадало 78,6 чоловіків, при цьому на 100 повнолітніх жінок припадало 128 повнолітніх чоловіків.

Середній дохід на сім'ю становив 36 250 доларів на рік, дохід на душу населення — 12 627 доларів на рік, 18,2 % сімей та 20,8 % населення жили за межею бідності, з них 18,9 % були неповнолітніми.